# 연말정산
연말정산(年末精算)은 급여소득에서 원천징수한 세액의 과부족을 연말에 정산하는 것을 말한다.
국세청에서 1년 동안 간이세액표에 따라 징수한 근로소득세를 매년이 끝나고 나서 다시 따져보는 절차이다. 실제 소득보다 많은 세금을 납부했다면 초과 금액만큼 돌려주고, 적은 세금을 납부했다면 적게 낸 만큼을 징수한다.
국세청에서는 근로소득 간이세액표를 기준으로 사업주가 근로자에게 주는 월급 중 일부를 원천징수하는데, 이 때 표에 기재된 세금보다 근로자가 내야 할 세금이 보통 적기 때문에 근로자가 다음해 2월에 정부로부터 받을 돈이 생긴다. 그렇기 때문에 언중들이 '13월의 보너스'따위의 표현을 쓰기도 한다.

## 근로자의 연말정산
국세청에서 제공하는 인터넷 연말정산간소화서비스는 당해년분을 다음해1월15~2월15일의 기간을 기준으로 실시하고 있다.

## 같이 보기
- 조세
- 탈세

## 참고
- http://www.nts.go.kr/tax/tax_03.asp?cinfo_key=MINF7120100726142430&menu_a=300&menu_b=100&menu_c=100&flag=03 보관됨 2014-06-26 - 웨이백 머신
- 국세청 홈택스 - 연말정산 간소화 서비스